# ماریا ایسبرت
ماریا ایسبرت (اسپانیایی: María Isbert‎؛ ۲۱ آوریل ۱۹۱۷ – ۲۵ آوریل ۲۰۱۱) بازیگر اهل اسپانیا بود.
او در دوران حرفه‌ای خود در بیش از ۲۵۰ فیلم اسپانیایی بازی کرد و با کارگردانان بزرگی چون لوئیس بونوئل و لوئیس گارسیا برلانگا همکاری داشت.
از فیلم‌ها یا مجموعه‌های تلویزیونی که وی در آن‌ها نقش داشته است، می‌توان به زشت‌ترین زن جهان، جنگل افسون‌شده، امکانش هست؟، ویریدیانا، میهمانی ادامه دارد، ابله تمام‌عیار و جلاد اشاره کرد.